# Heidrun Abromeit
Heidrun Abromeit (* 23. Mai 1943) ist eine deutsche Politikwissenschaftlerin.

## Biographie
Abromeit schloss ihr Studium 1967 mit der Diplomprüfung in Politikwissenschaft am Otto-Suhr-Institut der FU Berlin ab. An der Universität Mannheim wurde sie 1971 mit einer Arbeit zur politischen Werbung promoviert, zehn Jahre später habilitierte sie dort. Von 1989 bis 1993 war sie dann Professorin für Politische Soziologie an der Universität Duisburg; von 1993 bis 2007 hatte sie den Lehrstuhl für Vergleichende Analyse politischer Systeme an der TU Darmstadt inne.

## Schriften (Auswahl)
- Das Politische in der Werbung. Wahlwerbung und Wirtschaftswerbung in der Bundesrepublik. Westdeutscher Verlag, Opladen 1972, ISBN 3-531-11114-0 (zugl. Diss., Univ. Mannheim 1971).
- Staat und Wirtschaft. Zum Staatsverständnis der Wirtschaftsöffentlichkeit in der Bundesrepublik. Campus, Frankfurt/New York 1981, ISBN 978-3-593-32883-6.
- British Steel. An Industry between the State and the Private Sector. St. Martin’s Press, New York 1986, ISBN 0-312-10541-X.
- Der verkappte Einheitsstaat. Leske und Budrich, Opladen 1992; ISBN 978-3-8100-0956-2.
- Interessenvermittlung zwischen Konkurrenz und Konkordanz. Studienbuch zur Vergleichenden Lehre politischer Systeme. Leske und Budrich, Opladen 1993, ISBN 978-3-8100-1134-3.
- Democracy in Europe. Legitimising Politics in a Non-State Polity. Berghahn Books, New York 1998, ISBN 1-57181-985-1.
- Wozu braucht man Demokratie? Die postnationale Herausforderung der Demokratietheorie. Leske und Budrich, Opladen 2002, ISBN 978-3-8100-3350-5.
- Mit Michael Stoiber: Demokratien im Vergleich. Einführung in die vergleichende Analyse politischer Systeme. VS, Wiesbaden 2006, ISBN 978-3-531-14544-0.

Festschrift
- Tanja Hitzel-Cassagnes/Thomas Schmidt (Hrsg.): Demokratie in Europa und europäische Demokratien. Festschrift für Heidrun Abromeit. VS, Wiesbaden 2005, ISBN 978-3-531-14128-2.